# SescTV
SescTV é um canal de televisão brasileiro de programação cultural, com foco em documentários, apresentações musicais e de debates nas áreas de teatro, dança, literatura, cinema, artes visuais, cultura regional e arquitetura.

## História
O SescTV foi inaugurado em novembro de 1996, com o nome de TV Senac, e sua transmissão começou em maio de 1997. Após quase três anos de funcionamento, o canal se transformou em Rede STV - Rede Sesc/Senac de Televisão em janeiro de 2000. Em 2006, passou a se chamar SescTV, após o SENAC deixar a parceria que mantinha com o Sesc em 4 de maio daquele ano.
No dia 9 de janeiro de 2014, a emissora saiu da grade da Sky No dia 28 de fevereiro de 2014 foi a vez de sair na grade da NET em todas as praças do Brasil.

## Prêmios
Prêmio Vladimir Herzog
Menção Honrosa do Prêmio Vladimir Herzog por Documentário de TV
| Ano  | Obra                                      | Veículo de mídia                                            | Autor        | Resultado |
| ---- | ----------------------------------------- | ----------------------------------------------------------- | ------------ | --------- |
| 2001 | "Timor Leste - O Nascimento de uma Nação" | TV Cultura e a STV (SESC TV) - Rede Sesc Senac de Televisão | Paulo Markun | Venceu    |